# Romuald Bourque
Pour les articles homonymes, voir Bourque.
Romuald Bourque, né le 6 décembre 1889 et mort le 14 août 1974, est un industriel, éditeur de presse et homme politique canadien.

## Biographie
Né à Ottawa en Ontario, Romuald Bourque apprend le métier d'imprimeur à Montréal et travaille ensuite pour le Montreal Herald. En 1920, il est l'un des cofondateurs du journal Le Nouvelliste de Trois-Rivières. Il devient ensuite gérant des ventes pour la compagnie des Mercury Press Limited de Montréal en 1926, avant d'en devenir le vice-président en 1930. 

### Carrière politique
Il commence sa carrière politique en devenant maire de la ville d'Outremont de 1949 à 1963. Simultanément à sa fonction de maire, il est élu député du Parti libéral du Canada dans la circonscription d'Outremont—Saint-Jean lors d'une élection partielle en 1952. Réélu en 1953, 1957, 1958 et en 1962, il ne se représente pas en 1963. En 1963, le premier ministre canadien Lester B. Pearson propose sa nomination au Sénat du Canada dans la division de De la Vallière. Il demeure en poste jusqu'à son décès en 1974. 
Sa sépulture est située dans le cimetière Notre-Dame-des-Neiges, à Montréal.